# Hertig Hans slott
Hertig Hans slott var SR:s julkalender 1994.

## Handling
Mitt ute på en klippa i havet ligger Hertig Hans slott, som uppfördes av den mytomspunne äventyraren Hertig Hans för länge sedan. Hans två sentida ättlingar, bröderna Birger (Anders Lundin) och Valdemar (Lars In de Betou), är inte mycket till äventyrare. Eftersom det ovanför slottsporten står "Äventyret börjar här" väntar de. En dag börjar bröderna utforska slottets vind, och där hänger flera porträtt av Hertig Hans i olika äventyrliga kostymeringar. Där finns också en sjömanskista med texten "Tillhör Hertig Hans" på locket. I kistan finns ett gammalt segel, som de hissar upp på slottstaket, och då börjar det hända saker. De får plötsligt gäster på slottet. Den talande grodan Isadora, den ilskne gubben Wütend och rymdljudsforskaren Vera gör alla att brödernas lugna tillvaro helt förändras. Och det är bara början...

## Papperskalender

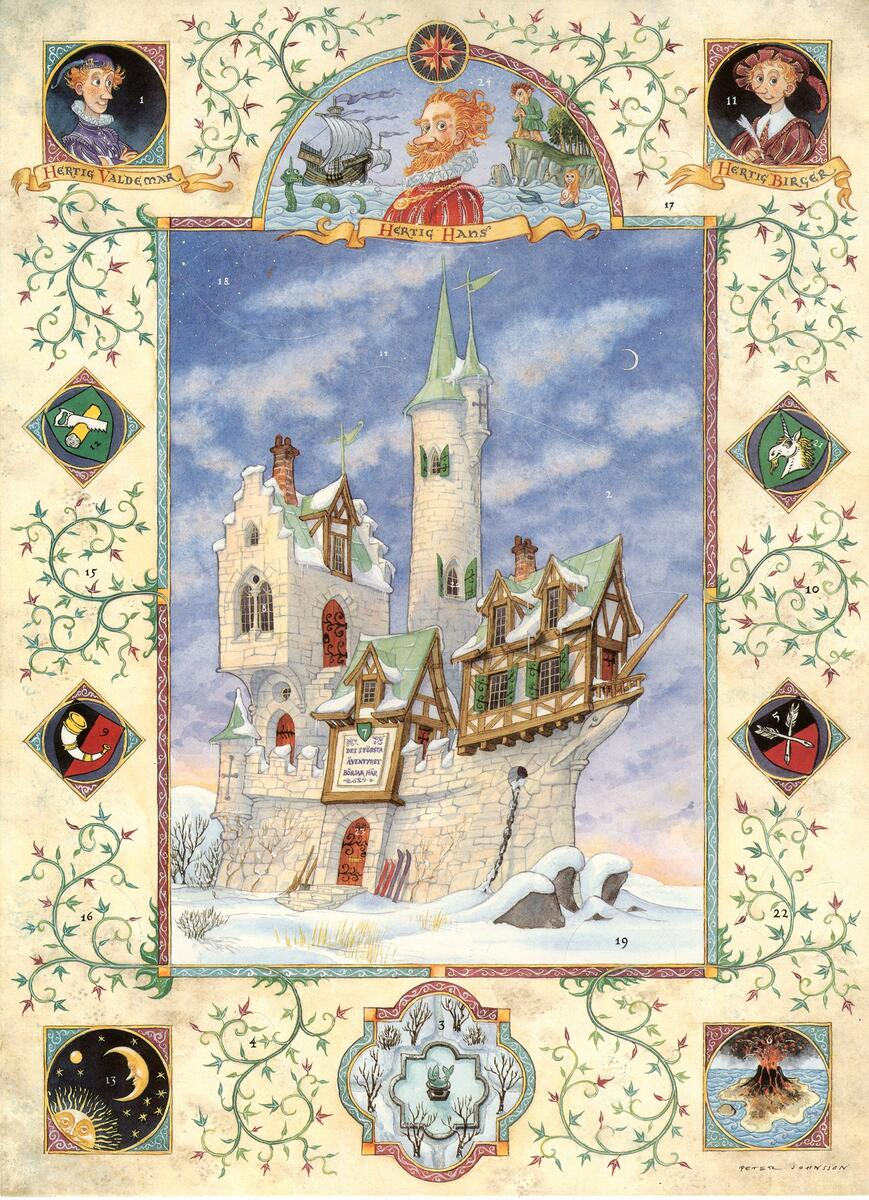
Papperskalendern

Kalendern ritades av Peter Johnsson och visar slottet där kalendern utspelar sig.

## Repris
Serien repriserades i SR P3 under perioden 4 februari-7 mars 1997.

### Fotnoter
1. 1 2  ”Svensk mediedatabas”. http://smdb.kb.se/catalog/search?q=%22Hertig+Hans+slott%22+typ%3Aradio&sort=OLDEST. Läst 5 april 2011.
2. ↑  ”1994, Hertig Hans slott”. Sveriges Radio. http://sverigesradio.se/barn/julkalendrar/1994.stm. Läst 30 augusti 2015.
3. ↑  ”Julkalendrar”. Arkiverad från originalet den 27 oktober 2014. https://web.archive.org/web/20141027033656/http://helgo.net/emma/julkalendrar.php?y=1994&t=radio. Läst 2 april 2011.